# 110-й гаубичный артиллерийский полк большой мощности
110-й гаубичный артиллерийский полк большой мощности — воинская часть Вооружённых Сил СССР в Великой Отечественной войне. Полк в разное время мог называться 110-й гаубичный артиллерийский полк, в том числе с добавлением аббревиатур «РГК» или «РВГК»

## История
На вооружении полка имелось 36 203-мм гаубиц.
В действующей армии во время ВОВ с 22 июня 1941 года по 8 августа 1941 года и с 24 декабря 1942 года по 23 февраля 1943 года.
Перед войной дислоцируется в Новой Вилейке близ Вильнюса. На 22 июня 1941 года находился на Пабрадском полигоне, вместе со 179-й стрелковой дивизией, с началом войны подвергся авиационной бомбардировке. При отходе, по некоторым сведениям, был вынужден подорвать несколько орудий, как неисправных, так и из-за отсутствия средств тяги. Отходил в общем направлении на Полоцк.
На 4 июля 1941 года насчитывал командного состава — 143, младшего командного состава — 190, рядового — 1205. Всего — 1538. Винтовок — 1862, орудий 203-мм — 22, автомашин — 112.
С 4 по 8 июля 1941 года обороняет железнодорожную станцию Борковичи в Белоруссии, хотя достоверно неизвестно использовалась ли материальная часть полка в тех боях: по некоторым сведениям часть личного состава полка использовалась как пехота, а другая часть эвакуировала орудия. С 9 июля 1941 года перебрасывается в Валдай, а оттуда 8 августа 1941 года полк переброшен в Гороховецкий лагерь под Горьким. Находился там вплоть до 22 декабря 1942 года, формируясь, доукомплектовываясь и получая отремонтированные орудия.
26 декабря 1942 года прибыл под Сталинград, где действовал в составе 65-й армии. На конец января 1943 года находился близ Иловли.
20 июня 1943 года преобразован в 263-й гвардейский гаубичный артиллерийский полк, который самостоятельно в боях не участвовал и уже меньше чем через месяц направлен на формирование 20-й гвардейской гаубичной артиллерийской бригады.

## Полное наименование
- 110-й гаубичный артиллерийский полк большой мощности имени К. Е. Ворошилова

## Подчинение
| Дата            | Фронт (округ)            | Армия                       | Корпус | Дивизия | Примечания |
| --------------- | ------------------------ | --------------------------- | ------ | ------- | ---------- |
| 22.06.1941 года | Северо-Западный фронт    | 11-я армия                  | -      | -       | -          |
| 01.07.1941 года | Северо-Западный фронт    | 11-я армия                  | -      | -       | -          |
| 10.07.1941 года | Северо-Западный фронт    | -                           | -      | -       | -          |
| 01.08.1941 года | Северо-Западный фронт    | -                           | -      | -       | -          |
| 01.09.1941 года | Московский военный округ | -                           | -      | -       | -          |
| 01.10.1941 года | Московский военный округ | -                           | -      | -       | -          |
| 01.11.1941 года | Московский военный округ | -                           | -      | -       | -          |
| 01.12.1941 года | Московский военный округ | -                           | -      | -       | -          |
| 01.01.1942 года | Московский военный округ | -                           | -      | -       | -          |
| 01.02.1942 года | Московский военный округ | -                           | -      | -       | -          |
| 01.03.1942 года | Московский военный округ | -                           | -      | -       | -          |
| 01.04.1942 года | Московский военный округ | -                           | -      | -       | -          |
| 01.05.1942 года | Московский военный округ | -                           | -      | -       | -          |
| 01.06.1942 года | Московский военный округ | -                           | -      | -       | -          |
| 01.07.1942 года | Московский военный округ | -                           | -      | -       | -          |
| 01.08.1942 года | Московский военный округ | -                           | -      | -       | -          |
| 01.09.1942 года | Московский военный округ | -                           | -      | -       | -          |
| 01.10.1942 года | Московский военный округ | -                           | -      | -       | -          |
| 01.11.1942 года | Московский военный округ | -                           | -      | -       | -          |
| 01.12.1942 года | Московский военный округ | -                           | -      | -       | -          |
| 01.01.1943 года | Донской фронт            | -                           | -      | -       | -          |
| 01.02.1943 года | Донской фронт            | 65-я армия                  | -      | -       | -          |
| 01.03.1943 года | Резерв Ставки ВГК        | Сталинградская группа войск | -      | -       | -          |
| 01.04.1943 года | Резерв Ставки ВГК        | Сталинградская группа войск | -      | -       | -          |
| 01.05.1943 года | -                        | -                           | -      | -       | нет данных |
| 01.06.1943 года | -                        | -                           | -      | -       | нет данных |